# Jeunesses Patriotes
Las Jeunesses Patriotes ( «Juventudes Patrióticas», sigla JP ) fueron una organización política de derecha autoritaria activa en Francia durante el periodo de entreguerras liderada por Pierre Taittinger.

## Historia

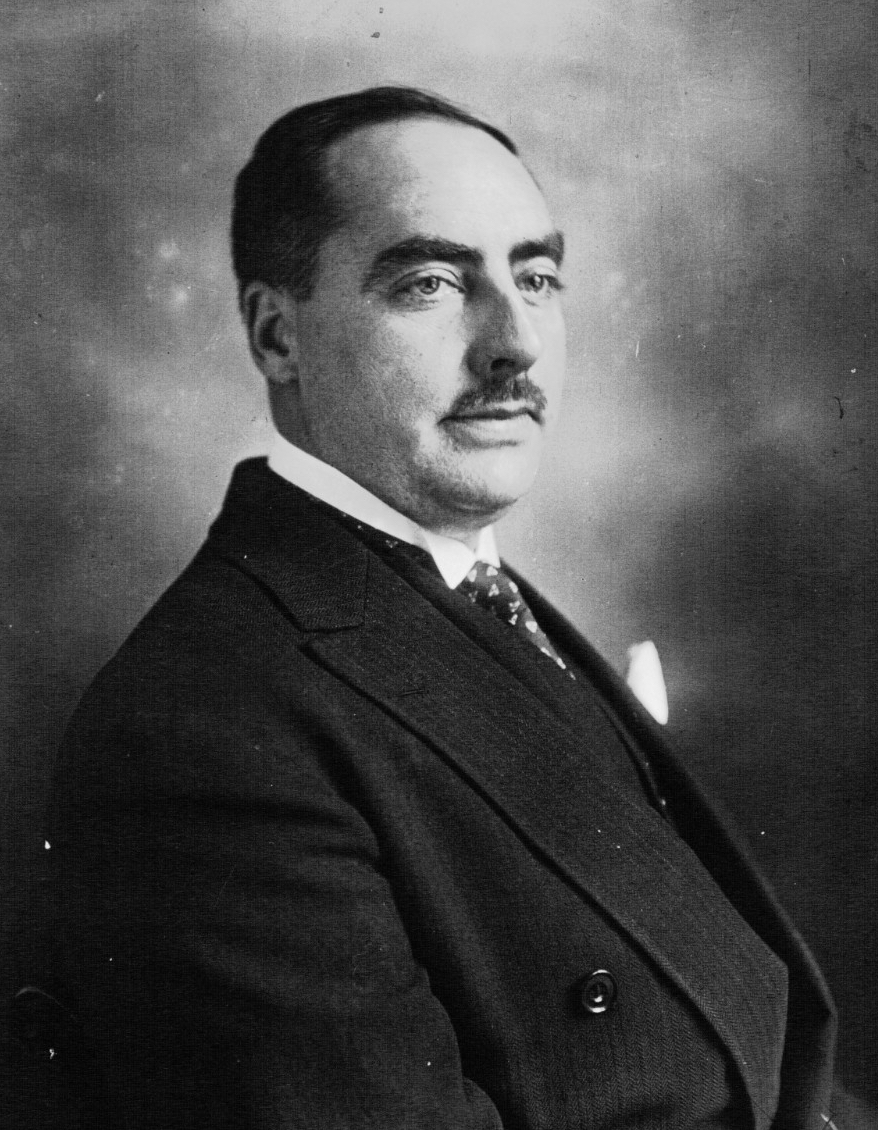
Pierre Taittinger fue el líder de las Juventudes Patrióticas.

Fundadas en diciembre de 1924, como reacción a la victoria electoral de las izquierdas, ya en 1925 protagonizaron actos de violencia extrema contra los comunistas. Las Juventudes Patrióticas (JP) fueron una de las principales ligas protagonistas de los disturbios del 6 de febrero de 1934, aunque según Stanley G. Payne se encontraban en decadencia desde la victoria electoral de la derecha en 1928. En el contexto de la prohibición en 1935 de las ligas de derechas, las Juventudes Patrióticas desaparecieron como tales en noviembre de 1935 transformándose en el Parti National Populaire, antecedente del Parti Républicain National et Social (PRNS), creado este último en 1936.

## Ideología
Aunque tenía un programa socioeconómico centrista —que a la postre se solapó según Robert Soucy con el del Partido Radical— el formato de mensaje de Taittinger llegó a guardar una relación clara con el fascismo y a partir de 1933 empezó a demandar la instauración de una dictadura.